# Antoine-René de La Roche de Fontenille
Antoine-René de La Roche de Fontenille (né à Paris vers 1699 et mort à Meaux le 7 janvier 1759), ecclésiastique, fut évêque de Meaux de 1737 à 1759.

## Biographie
Antoine-René est le fils de François, marquis de La Fontenille, comte de Courtenay et de Marie-Thérèse de Mesmes.  
Destiné à l'Église, il devient chanoine de Notre-Dame de Paris puis vicaire général du diocèse d'Amiens et prieur commendataire du Prieuré Saint-Pierre-et-Saint-Paul d'Abbeville. 
Il est nommé évêque de Meaux en 1737, confirmé le 16 décembre et consacré au séminaire Saint-Sulpice en janvier suivant par Jean-Joseph Languet de Gergy, archevêque de Sens. Il est également pourvu en commende de l'abbaye de Saint-Faron dans le diocèse de Meaux et de l'abbaye d'Auberive en 1731.
En 1750, il est nommé aumônier de Madame Henriette (1727-1752) sur la recommandation de Machault d'Arnouville, alors contrôleur général des finances. 
Il meurt à Meaux le 7 décembre 1759. Il est enterré, selon l'usage, dans le caveau des évêques dans le chœur de la cathédrale de Meaux. Dans le sanctuaire, sur la gauche, une plaque de marbre noir porte son nom ainsi que celui de quatre autres évêques inhumés dans le caveau.